# 1350er
Portal Geschichte | Portal Biografien | Aktuelle Ereignisse | Jahreskalender | Tagesartikel

◄ |
13. Jh. |
14. Jahrhundert
| 15. Jh. | ►

◄ |
1320er |
1330er |
1340er |
1350er
| 1360er | 1370er | 1380er | ►

1350 |
1351 |
1352 |
1353 |
1354 |
1355 |
1356 |
1357 |
1358 |
1359

## Ereignisse
- 1353: Giovanni Boccaccio schreibt seinen Decamerone.
- 1356: Die 23 ersten Kapitel der Goldenen Bulle wurden in Nürnberg erarbeitet und am 10. Januar 1356 auf dem Nürnberger Reichstag verkündet. Die Goldene Bulle des Kaisers Karl IV. wird das erste verfassungsähnliche Dokument Deutschlands. Diese gilt vom 10. Januar 1356 bis zum Ende des Heiligen Römischen Reiches Deutscher Nation 1806. Darin wird die Königswahl und das Bündnisverbot für Städte geregelt sowie eine Münzordnung erlassen.
- 1356: Das Erdbeben zu Basel am 18. Oktober 1356 richtet große Schäden an.